# Río Cauto

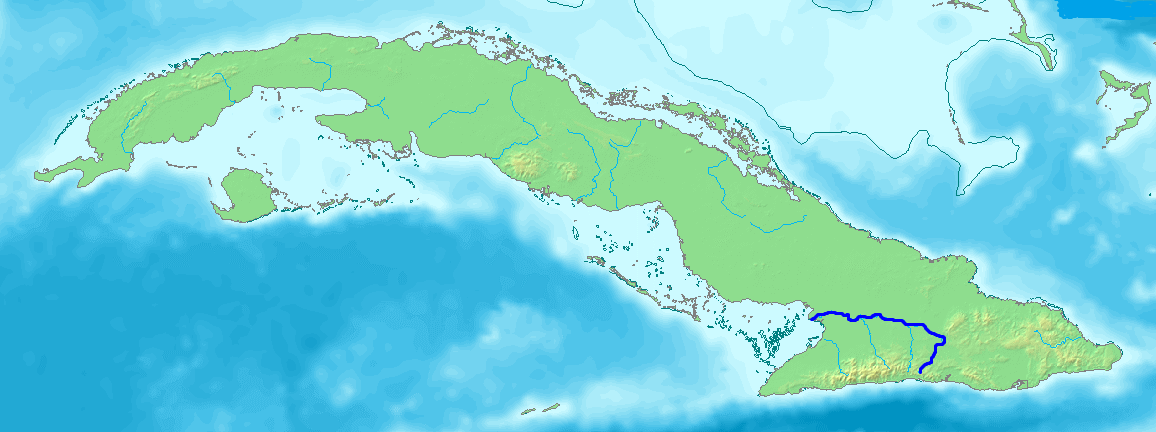
Route des Rio Cauto

Der Río Cauto oder auch einfach nur Cauto ist mit 343 Kilometern der längste und nach dem Río Toa zweitwasserreichste Fluss Kubas. Seine Quelle liegt in einem Gebiet namens La Estrella im Municipio Palma Soriano in der Provinz Santiago de Cuba in einer Höhe von 600 Metern über dem Meeresspiegel an den nördlichen Hängen der Sierra Maestra.
Zum insgesamt 8928 km² großen Wassereinzugsgebiet des Flusses, was der Fläche von 8,1 Prozent des kubanischen Territoriums entspricht, gehören außerdem die Provinzen Las Tunas, Holguín sowie Granma, Letztere mit dem größten Anteil. In das natürliche Flussbett des Río Cauto münden die Flüsse Caney, Mefán Caña, Yarayabo und zahlreiche Bäche, wie zum Beispiel Los Guanos und Las Tunas, während er selbst in den Golf von Guacanayabo mündet.
Der Cauto ist derzeit Ziel zahlreicher Projekte der kubanischen Regierung gegen Verschmutzung und Austrocknung infolge der intensiven Nutzung der Ressourcen des Flusses. Aufforstung, Elimination von Kontaminationsquellen und Schulung des Umweltbewusstseins der Bevölkerung sollen Flora und Fauna zum beiderseitigen Nutzen sowohl der Umwelt als auch des Menschen schützen.

## Kampf gegen die Austrocknung
Der gedankenlose Umgang mit den natürlichen Ressourcen des Flusses sowie einige klimatischen Faktoren führten zu einem signifikanten Rückgang der Flora und Fauna im Einzugsgebiet des Cauto. Im Jahr 2003 schätzte man die Anzahl der Bäume an den Nebenflüssen auf nur noch elf Prozent des gesamten Flussgebietes.
Studien zufolge werden jährlich rund 24 Tonnen an Schadstoffen in den Fluss geleitet. Hinzu kommt ein unzureichendes Bewässerungssystem in der Landwirtschaft der Gegend, was den Wasserstand des Flusses merklich negativ beeinflusst. Als negative Umwelteinflüsse sind die hohe Sonneneinstrahlung und geringe Niederschläge zu nennen, die eine Verdunstungsrate von bis zu 2300 mm bewirkt.
Im Jahr 1959 wurden Regierungskommissionen gebildet, welche die Verbesserung des Ökosystems des Río Cauto zum Ziel haben. Sie sollen die Einhaltung bestehender Gesetze überwachen und die Situation am Fluss ständig beobachten.
Im Zuge der 6. Session der Konvention  der Vereinten Nationen gegen Verwüstung, die vom 25. August bis zum 5. September 2003 in Havanna stattfand, wurden beschönigende Statistiken und Maßnahmen vorgestellt, welche die gute Erholung aufgrund von Aufforstung und Verringerung von Schadstoffeinleitung in den Fluss und seine Nebenflüsse belegen sollten.

## Ode an den Cauto
Der Cauto war unter anderem Quelle der Inspiration von Carlos Manuel de Céspedes, der 1852 eine Ode an den Cauto schrieb.